# Luca Villa
Luca Villa (Bologna, 21 dicembre 1970) è un ex calciatore italiano, di ruolo difensore.

## Carriera
Giocava nel ruolo di stopper. Vanta 3 presenze in Serie A con la maglia del Bologna, in due stagioni diverse.
Esordio in serie A il 25 giugno 1989 - Bologna - Milan 1 a 4. Prosegue la sua carriera in Serie C per 4 stagioni e poi nei dilettanti.